# Hôtel de Bourgognes teater

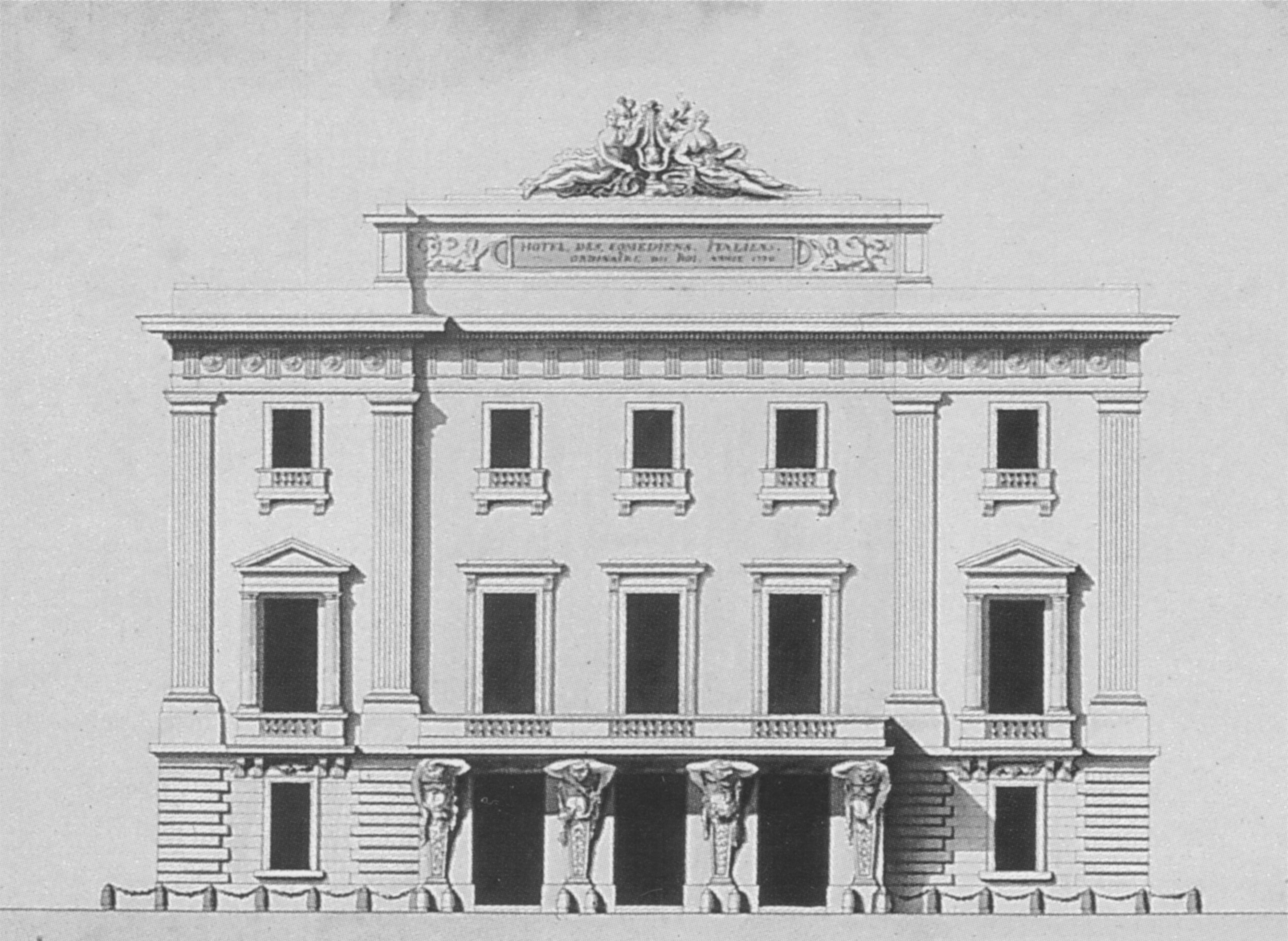
Hôtel de Bourgogne, siège de la Comédie Italienne - Parouty 1998 p14

Teatern Hôtel de Bourgogne var en fransk teater i Paris, verksam mellan 1548 och 1783.  Det var den första teatern i Paris. Byggnaden var sedan 1548 lokal för flera olika teatersällskap, och under 1670-talet var det en av Paris två stora konkurrerande teatrar innan dessa två 1680 slogs ihop till Comédie-Française. 

## Historik
Teatern har sitt namn efter det före detta palatset Hôtel de Bourgogne, eftersom det uppfördes i en kvarvarande del av hertigarna av Burgunds palats.
Byggnaden uppfördes 1548 för det första teatersällskapet med fast tillstånd i staden, Confrérie de la Passion, som bestod av munkar. De uppförde religiösa så kallade mysteriepjäser. Från åtminstone 1578 uppträdde kringresande sekulära professionella teatersällskap i byggnaden. 
Mellan 1628 och 1680 var byggnaden en fast teater för teatersällskapet Comédiens du Roi. Dess två rivaler Théâtre du Marais (1634) och Troupe de Molière (1648) förenades år 1673 i Théâtre de Guénégaud, vilket innebar att Hôtel de Bourgogne och Hôtel de Bourgogne sedan var Paris två konkurrerande teatrar. 
År 1680 gick Comédiens du Roi från Hôtel de Bourgogne ihop med sin konkurrent Théâtre de Guénégaud, och bildade Comédie-Française, som sedan fick monopol på fransk talteater i huvudstaden. 
Hôtel de Bourgogne-teatern inrymde från 1680 Comédie-Italienne, som 1762 förenades med Opéra-Comique och blev känd som Théâtre-Italien. Byggnaden upphörde att användas som teater 1783. 